# Guillermo Bertullo Santillán
Guillermo Bertullo Santillán (Fray Bentos, 1 de septiembre de 1953) es un poeta y escritor uruguayo.

## Biografía
Comisario Mayor (r) de la Policía Nacional.
Realiza estudios de filosofía y antropología.
Técnico en psicología Humanista del Instituto de Psicología Humanista del Uruguay.
Experto en manejo y conservación de recursos naturales renovables de la UDE.
Es uno de los principales integrantes del Grupo Cultural Charrúa.
Integra la Asociación de Escritores del Interior.

## Obras
- Las lilas, 1991.
- Mamapancha, Asociación de Escritores del Interior, 1993, ISBN 978-9974569058.
- La cigüeña negra, 1994.
- La isla del principio, 1996.
- El Minuto azul, 2013.
- Guyunusa,una mujer charrúa, 2013.
- Micaela Igualdad, una niña Charrúa, 2013.
- Señorita maestra, cuentos para niños.
- El mirador de Analía, poemario.
- Artigas Itojmau Guidaí, novela de base histórica.
- Perfume de mujer, libro de poesías.
- La libertad ha muerto, cuento Mención de Honor.